# Google Livres
Google Livres, ou Google Books en anglais (anciennement Google Print), est un service en ligne de numérisation et de mise en ligne de livres fourni par Google. Lancé en décembre 2004, il dispose de moyens financiers et techniques considérables, et a vu son champ d'activité s'élargir progressivement. En 2017, c'est à la fois un outil de recherche intra-texte, de consultation de livres en ligne, de constitution de collections personnelles, et de téléchargement d'ouvrages libres de droits. C'est aussi une librairie en ligne via la boutique Google Play, un outil permettant de trouver où emprunter un exemplaire de livre en bibliothèque, et un fournisseur d'informations complémentaires (métadonnées) sur les œuvres.
Le nom du programme Google Books désigne communément plusieurs éléments distincts : le service de recherche « Google Book Search », le « Google Book Partner Program » qui permet aux éditeurs d'inclure ou non leurs ouvrages dans la base de données de Google, et le « Google Books Library Project » qui regroupe les partenariats avec les bibliothèques. En novembre 2008, la bibliothèque virtuelle Books comptait plus de sept millions de livres, contre 15 millions en 2010, dont une partie seulement est consultable directement depuis le site (3 millions aux États-Unis). En 2019, Google Books compte plus de 25 millions de volumes.
En 2009, il s'agit du plus grand corpus textuel au monde, dont l'histoire mouvementée a donné lieu à d'importantes batailles judiciaires qui ont marqué le monde de l'édition et façonné le paysage du livre numérique, en France et aux États-Unis notamment.

## Chronologie

### Origines
Comme l'indique son historique officiel (« In the beginning, there was Google Books »), le projet fait partie intégrante de l'« ADN » de Google car il est presque à l'origine de la création de l'entreprise. En 1996, les deux cofondateurs de l'entreprise (Sergey Brin et Larry Page) travaillent sur un projet de recherche soutenu par le Stanford Digital Library Technologies Project (projet sur les technologies de bibliothèque numérique), avec comme objectif de pouvoir à terme construire une bibliothèque numérique. Leur projet se base sur le concept d'un « crawler », un robot à même d'indexer le contenu des livres et d'analyser les connexions entre eux, en déterminant la pertinence d'un ouvrage et son niveau d'utilité à partir des citations d'autres ouvrages renvoyant à lui.
Celui qu'ils mettent au point (baptisé BackRub) sert de base à l'algorithme PageRank qui fait fonctionner le moteur de recherche.

### 2002/3: Naissance du projet
En 2002 (soit 4 ans à peine après la création de l'entreprise), le projet « Livres » naît à l'initiative d'un petit groupe de personnes, dont Larry Page et Marissa Mayer (une des premières product manager de Google). Ils s'inspirent largement des projets de numérisation préexistants dans le monde, auxquels ils rendent visite : entre autres le projet de mémoire de la Bibliothèque du Congrès, le projet Gutenberg, le Million Book Project (en) et la Bibliothèque Universelle. Larry Page passe également par l'Université du Michigan, où sont nés JSTOR et Making of America (en) (MoA). Son premier objectif, au vu des progrès réalisés alors, est de réduire drastiquement le temps nécessaire à la numérisation : lorsqu'il aborde la question avec la présidente de la bibliothèque Mary Sue Coleman, celle-ci estime qu'il faudra un millier d'années pour numériser ses 7 millions de volumes. Larry Page se fixe comme objectif de le faire en 6 ans[réf. souhaitée].
En 2003, les équipes de Google mettent au point un ensemble de techniques pour scanner les livres sans détériorer leur qualité, à un rythme beaucoup plus soutenu qu'auparavant. Parallèlement, des ingénieurs de Google planchent sur un moyen de prendre en compte les diverses tailles, polices de caractères et imperfections que présentent les livres imprimés, et ce, dans 430 langues différentes.

### 2004: «Project Ocean» et Google Print
Les premières rumeurs sur une percée du moteur de recherche dans le domaine des livres sont notamment rapportées par le New York Times en février 2004. Le journal évoque les efforts de Google pour « trouver de nouvelles sources d'information à indexer, au-delà des documents déjà stockés sous un format numérique ». En décembre 2003, des expérimentations auraient ainsi déjà été menées avec des éditeurs pour indexer des parties d'ouvrages, des critiques et d'autres informations bibliographiques afin de les rendre accessibles via un navigateur.
Le projet secret est évoqué sous le nom de code « Project Ocean », dont la dénomination laissera longtemps croire à une extension des fonctionnalités offertes par Google Earth (celle-ci aura finalement bien lieu, mais sous le nom de code « Google Ocean »). C'est Wayne Rosing, vice-présidente en ingénierie chez Google, qui aurait mené des tractations à travers le monde, se concentrant dans un premier temps sur douze pays. Mais c'est surtout la bibliothèque de l'université Stanford, détentrice d'un fonds de plusieurs millions d'ouvrages libres de droits, qui est évoquée comme première institution partenaire du projet.
Le 6 octobre 2004, Google annonce le lancement d'une initiative baptisée « Google Print » à la Foire du livre de Francfort. Au moment du lancement, les éditeurs américains et britanniques qui rejoignent le programme sont : Blackwell, Cambridge University Press, University of Chicago Press, Houghton Mifflin, Hyperion, McGraw-Hill, Oxford University Press, Pearson, Penguin Books, Perseus, Princeton University Press, Springer, Taylor & Francis, Thomson Delmar, Warner Books. L'initiative s'inscrit dans le contexte plus général du but que s'est fixé Google d'« organiser l'information dans le monde et de la rendre universellement accessible et utile. »
Le 14 décembre 2004, Google annonce alors plusieurs partenariats pour scanner le contenu de collections issues des universités du Michigan, d'Harvard, de Stanford, Oxford, et de la New York Public Library. Ce partenariat inédit est baptisé « Google Print Library », et se fixe pour objectif de numériser quinze millions de livres en dix ans, pour un total de 4,5 milliards de pages et un coût estimé entre 150 et 200 millions de dollars. Au moment de l'annonce, les éditeurs contactés par Google lui permettent déjà d’indexer 60 000 livres (contre 120 000 à la même date pour Amazon.com) ; aucune information n'est communiqués sur le détail des opérations de numérisation. L'annonce ne concerne initialement que des ouvrages libres de droit d'auteur (publiés avant 1923) et choisis par les bibliothèques elles-mêmes.
Fin 2004 est également lancé Google Scholar, qui permet d'effectuer des recherches sur des articles scientifiques, des thèses universitaires, des citations ou des livres scientifiques. Si Google Books rassemble une quantité bien plus imposante de revues, ses scans n'incluent pas les métadonnées suffisantes pour trouver les articles traitant de sujets spécifiques. Les créateurs de Scholar ont donc développé leur propre programme de numérisation des articles (en accord avec les éditeurs).

### 2005: Google Book Search
En novembre 2005, Google change le nom de son service et opte pour « Google Book Search ». Les partenariats avec les bibliothèques se font sous le nom de Google Books Library Project (en).
En septembre de la même année, Google étend son programme aux éditeurs français. Dans un communiqué de presse, l'entreprise affirme qu'elle « respecte les droits d’auteur et collabore avec les éditeurs pour garantir la protection de leurs ouvrages ». Les éditeurs choisissent d'eux-mêmes les parties consultables par les utilisateurs (qui peuvent varier entre 20 et 100 %) et gèrent leur contenu, suivent leurs revenus publicitaires et prennent connaissance de leurs performances via leur compte Google Print, sans frais additionnels. Pour les livres entrant dans l’index via le programme Bibliothèques et pour lesquels des droits d’auteurs sont encore applicables, seuls trois courts extraits contenant quelques citations sont disponibles. Google annonce enfin : « Nous numérisons actuellement les ouvrages libres de droits des bibliothèques partenaires et, à partir du 1er novembre, l’ensemble des collections de ces bibliothèques. »[réf. nécessaire]
En octobre, le service se décline en plusieurs versions locales pour l'Europe : sont concernés la France, l'Allemagne, l'Autriche, la Belgique, l'Espagne, les Pays-Bas et l'Italie.
L'année 2005 est aussi marquée par le début d'une poursuite en justice de Google Books par un groupement d'éditeurs et auteurs américains (voir : « Actions en justice »).

### 2006: Partenariats
Plusieurs partenariats avec des universités sont annoncés : 
- en août avec la University of California System (pour 34 millions de volumes parmi les cent bibliothèques qu'elle gère)[13] ;
- en septembre avec l'Université complutense de Madrid (première bibliothèque en langue espagnole à  rejoindre le programme) ;
- en octobre avec l'Université du Wisconsin-Madison ainsi que la Wisconsin Historical Society Library (ensemble 7,2 millions d'ouvrages)[14] ;
- en décembre avec l'Université de Virginie (plus de 5 millions de volumes, et plus de 17 millions de manuscrits, livres rares et archives) et l'Université de Princeton (300 000 ouvrages)[15] ;
- en outre, des négociations sont engagées avec la BNF dans le but d'établir un partenariat de numérisation (le revirement de la bibliothèque s'explique principalement par les coûts importants engendrés par l'opération).

Le 15 mars 2006, Le Devoir rapporte que Google a contacté des éditeurs québécois, dont le Groupe Ville-Marie, pour un éventuel partenariat.

### 2007: Extension et évolution du service
Une nouvelle vague de partenariats universitaires est annoncée : 
- En janvier, avec l'Université du Texas à Austin (plus d'un million d'ouvrages depuis 13 sites) et la Bibliothèque de Catalogne[17] (ainsi que 4 bibliothèques affiliées)
- En mars, avec la Bayerische Staatsbibliothek (plus d'un million d'ouvrages dans le domaine public ou non édités, en allemand, français, italien, latin et espagnol)[18]
- En mai, avec la bibliothèque de l'Université de Lausanne (100 000 ouvrages libres de droit du XVIIe au XIXe siècle), première bibliothèque de langue française à rejoindre le projet
- En mai également, avec la bibliothèque Boekentoren (pour des ouvrages du XIXe siècle, en français et en néerlandais)[19]
- En juin, avec les bibliothèques partenaires du Committee on Institutional Cooperation (en) (10 millions d'ouvrages en 6 ans)[20] ainsi qu'avec la Bibliothèque de Gand[21] (300 000 ouvrages)
- En juillet avec l'Université de Keio (première bibliothèque partenaire au Japon, pour un fonds d'au moins 120 000 œuvres tombées dans le domaine public)[22]
- En août, avec la bibliothèque de l'Université Cornell (pour 500 000 œuvres, du domaine public et soumises au copyright)[23]
- En décembre, avec l'université Columbia[24] (œuvres du domaine public uniquement), pour un contrat de 6 ans.

Le fonctionnement est le même dans presque tous les cas de figure : la numérisation est opérée par Google sans frais pour la bibliothèque concernée, puis une copie est remise à cette dernière. Enfin l'ouvrage est mis à la disposition du public, par accès payant ou gratuit selon le droit d'auteur applicable, et intégré au système de recherche interne à la bibliothèque.
En parallèle, de nouvelles fonctionnalités sont ajoutées au service, dont l'interface est revue (notamment la page d'accueil, qui offre des conseils de lecture) :
- À partir de septembre 2007, il est possible pour les utilisateurs de partager des fragments de livres (snippets), qui apparaissent soit sous la forme d'une image scannée soit sous forme textuelle[25].
- Le même mois, une fonctionnalité baptisée My library (« ma bibliothèque ») est lancée[26], qui permet aux utilisateurs de créer leurs bibliothèques personnalisées en faisant une sélection de livres qu'ils peuvent étiqueter, critiquer, noter, et au sein desquels ils peuvent effectuer des recherches.
- Une fonctionnalité intitulée « Places in this Book » permet de trouver des livres à partir des noms de lieux mentionnés dans le corps du texte (plus tard, une fonction inverse est implantée dans Google Earth : l'utilisateur saisit un lieu, et trouve des liens qui s'y réfèrent)[27].
- « Popular Passages » permet de retrouver la mention d'un morceau de phrase ou d'une phrase entière à travers une collection de livres[28].

Enfin, en janvier l'équipe derrière Books ouvre un blogue consacré aux relations publiques avec les bibliothécaires, pour diffuser le contenu de sa newsletter (alors suivie par plus de 30 000 personnes), des vidéos, des articles, et répondre aux questions autour du service.
En février 2007, au cours d'un événement organisé par l'American Association for the Advancement of Science, Larry Page explique dans une interview que le développement du projet Google Books s'inscrit dans la perspective plus large de la construction d'une intelligence artificielle par Google, et souligne les difficultés rencontrées par le groupe dans son entreprise de numérisation à grande échelle :

« I'll give you another quick example; Google Books. We actually wanted to digitise Stanford's library and there's actually a digital library project there and we tried to convince people and they just didn't think it was really possible or made sense, and actually we spent probably five years trying to convince people that it was possible and a good idea. Once we convinced maybe two or three crazy people, it's basically happening. We just made a one million… we're going to digitise another million books in Princeton and it's sort of routine now which is a great thing, but it shows you how hard it is to get people going on things that they think maybe aren't that possible. »

### 2008: Premier partenariat en France
- Février : l'université du Michigan fête son millionième livre numérisé[31].
- Mai : Microsoft réduit la voilure de son projet de numérisation, qui donne alors accès à 750 000 livres et 80 millions d'articles de journaux, et prévoit d'y mettre un terme[32]. Le 10 mai, Google signe une entente avec le Online Computer Library Center (OCLC), qui fournit les métadonnées bibliographiques issues de WorldCat pour qu'elles soient utilisées dans le moteur de recherche[33]. Google lance par ailleurs une interface de programmation fournissant des liens vers les œuvres Google Books à partir des numéros ISBN, LCCN et OCLC. Elle permet une découverte dans les deux sens : les utilisateurs de WorldCat.org peuvent se lier à des livres que Google a détecté via le lien « Obtenez ce livre », et si un utilisateur lambda trouve un livre dans Google Books il peut aussi trouver un lien vers des bibliothèques locales via WorldCat.org.
- Octobre : signature de l'accord entre les éditeurs et Google après deux ans de négociations[34], qui donne lieu à une compensation financière.
- Novembre : Google passe la barre des 7 millions de livres numérisés[35] par l'entreprise et ses éditeurs partenaires, dont 1 million en « full preview mode » et 1 million d'œuvres du domaine public entièrement lisibles et téléchargeables. Cinq millions sur les sept sont des œuvres qui ne sont pas disponibles dans le commerce (out of print).
- Décembre : Google annonce son intention d'inclure des magazines dans Google Books, notamment le New York Magazine, Ebony, Popular Mechanics[36].

#### Accord avec la bibliothèque municipale de Lyon
Gérard Collomb, maire de Lyon (PS), donne son feu vert le 11 juillet 2008 pour que Google engage la numérisation d'ouvrages patrimoniaux de la Bibliothèque municipale de Lyon, qui est la deuxième de France (1,3 million de titres). C'est le premier accord avec une bibliothèque française, et le vingt-neuvième dans le monde. D'une durée de dix ans, il porte sur les livres tombés dans le domaine public, soit entre 450 et 500 000 ouvrages imprimés entre le XVIe et la fin du XIXe siècle (ce qui inclut des impressions rares lyonnaises de Maurice Scève ou de Nostradamus, de grands traités scientifiques, des récits de voyages, etc.) À cette occasion, Google implante son premier site local de scanner en France, dans la banlieue lyonnaise, pour un investissement qui pourrait s'élever à soixante millions d'euros — et permettrait d'atteindre le rythme de 2 000 livres scannés par semaine. L'entreprise « s'engage à prendre à sa charge, sans contrepartie financière, la numérisation et la mise en ligne d'une collection de 450 000 ouvrages imprimés au minimum et de 500 000 ouvrages imprimés au maximum, dans un délai de dix ans au maximum […] Les ouvrages sont sélectionnés par la Bibliothèque […] uniquement parmi ses ouvrages imprimés et libres de droits ». L'échange consiste donc en un prêt de livre, en contrepartie d'une copie des fichiers produits, avec à la clé pour Google une exclusivité commerciale sur les fichiers pour 25 ans.

### 2009: Print On Demand
L'année 2009 se caractérise par une phase d'entrée de l'e-book sur le marché grand public aux États-Unis, et par les premières tentatives d'intégration de Google Books dans des offres commerciales.
- Mai : à l'occasion de la BookExpo America (en) (BEA) qui se tient à New York, Google annonce son intention de lancer un programme permettant aux éditeurs de vendre les versions digitales de leurs livres les plus récents, en passant directement par Google[39].
- Août : Google ajoute une option permettant aux auteurs et éditeurs de rendre leurs œuvres sous Creative Commons disponibles dans Google Books[40]. Les œuvres concernées disposent sur le panneau de gauche d'un logo explicitant les conditions de leur ré-utilisation et partage.
- Le même mois, La Tribune titre « Livre en ligne : Google a gagné » pour annoncer que la BNF pourrait finalement confier à Google Books la numérisation de ses fonds. Denis Bruckmann (directeur des collections de la BNF) y justifie ce changement de stratégie par le coût de la numérisation : entre 0,12 € et 0,74 € par page, soit un budget nécessaire de 50 à 80 millions d'euros pour les fonds de la IIIe République, à mettre en regard avec les 5 millions d'euros alloués à Gallica via le Centre national du livre (CNL). L'offre de Google permet à ses yeux « d’aller plus vite et plus loin »[41]. Jean-Noël Jeanneney n'est pas de cet avis, jugeant que le financement n'est pas essentiel et qu'il faut privilégier la qualité plutôt que l'exhaustivité[42].
- Le 17 septembre, Google annonce un partenariat avec OnDemandBooks pour imprimer à la demande des livres libres de droit (soit 2 millions de titres), avec l'Espresso Book Machine[43]. Cette dernière, qui coûte 68 000 € pièce, permet de fabriquer des livres à une vitesse inédite, à hauteur de 300 pages en moins de 5 minutes[44]. Pour un ouvrage, les coûts d'impression s'élèvent à 8 € en moyenne, dont 1 € pour OnDemandBooks et 1 € pour Google.
- Le 23 septembre 2009, un accord entre Time Inc. et Google est annoncé, qui permet à ce dernier d'ajouter plus de 1 800 éditions historiques du magazine LIFE à Google Books (pour la période 1936-1972)[45],[46]. En échange, Life voit son logo apposé à chaque page fournie, ainsi qu'un lien vers sa newsletter. Le contenu des archives de LIFE est également accessible à partir de Google Images.
- Au cours de la Foire du livre de Francfort, Google annonce son intention de lancer une librairie numérique l'année suivante, baptisée Google Éditions, qui fonctionnera avec son système de paiement maison Google Checkout. L'achat d'un livre numérique sur Google se ferait directement auprès de Books, sur le site de l'éditeur participant au programme, ou chez un cybermarchand partenaire. Tous les ouvrages seraient indexés dans le moteur Google Books, et le service serait financé par le prélèvement d'une commission comprise entre 37 % et 55 % du prix total selon le type d’ouvrage. Dans une interview accordée à La Tribune, David Drummond (directeur du développement et des affaires juridiques) déclare : « L'objectif est que vous puissiez acheter la version numérique d'un livre où que vous soyez, sur un site partenaire, dans une librairie, etc. ». Il annonce que Google devrait avoir passé un accord avec les éditeurs américains d'ici la fin de l'année, et espère qu'il sera transposable partout à l'étranger[47].

### 2010: Google Editions
En France, le rapport Tessier sur la numérisation du patrimoine écrit est publié en janvier, et préconise trois pistes d'action : changer l'échelle de la numérisation des ouvrages et le mode de fonctionnement de Gallica, établir un partenariat avec Google Books qui « passerait notamment par un échange de fichiers numérisés, sans exclusivité sur les fichiers échangés », et relancer les projets européens de numérisation (ainsi que l'initiative Europeana). Frédéric Mitterrand (alors ministre de la Culture) s'exprimant le 13 janvier dans Le Monde sur le rapport, juge que Google a été trop « conquérant » en voulant obtenir la numérisation d'une partie des fonds de la Bibliothèque nationale de France : « Beaucoup lui ont ouvert la porte en signant des accords que je trouve inacceptables. Ils reposent sur une confidentialité excessive, des exclusivités impossibles, des clauses désinvoltes, voire léonines au regard du droit d'auteur ». Il estime que « Gallica a fait des progrès et [qu']il faut l’améliorer. Car il est appelé à devenir l’équivalent de Google Books. Quoi qu’il arrive, le temps du retard est fini. »
En février, le rapport d'information de M. Yann Gaillard précise qu'« avec les moyens actuels de la BnF, il faudrait environ 750 millions d'euros et 375 ans pour numériser l'ensemble des ouvrages. Selon M. Bruno Racine, la totalité des fonds de la BnF pourrait être numérisée en 10 ans par Google. »
- Le mercredi 10 mars 2010, l'État italien a signé, à Rome, un accord avec Google afin qu'il numérise et mette en ligne un million de volumes, publiés avant 1860, appartenant aux bibliothèques de Rome et de Florence. C'est la première fois que la firme californienne parvient à un tel résultat, qui lui donne également accès à toutes les bibliothèques nationales de la Péninsule[51].
- Mai : Google annonce le lancement prochain d'un kiosque numérique nommé « Google Editions », à même de concurrencer Amazon, Barnes & Noble ou encore Apple. Contrairement à ses concurrents, Google Editions sera complètement en ligne et n'aura besoin d'aucun appareil spécifique pour la consultation et l'achat d'œuvre (comme c'est le cas avec le Kindle, le Nook et l'iPad).
- Juin : Google passe la barre des 12 millions de livres scannés. Le mardi 15 juin, Google et la Bibliothèque nationale d'Autriche signent un accord visant à la numérisation de 400 000 ouvrages libres de droit. Ils totalisent environ 120 millions de pages. En France, au même moment, le grand emprunt consacre 4,5 milliards d'euros au numérique dont 750 millions d'euros à la numérisation des contenus (culturels, éducatifs et scientifiques).
- Juillet : Google et la Bibliothèque royale des Pays-Bas annoncent qu'ils ont conclu un accord pour la numérisation de 160 000 titres d'ouvrages hollandais des XVIIIe et XIXe siècles[52]. Les fonds italiens, autrichiens et hollandais pourront être inclus dans Europeana. Google Books ouvre aussi ses portes en Israël[53], sur la base d'un accord avec l'éditeur Keter qui autorise Google à scanner ses fonds mais sans les rendre entièrement disponibles au téléchargement.
- Août : un ingénieur de Google estime que 129 864 880 livres connus ont été publiés dans le monde (soit 4 milliards de pages numériques et 2 trillions de mots), et qu'ils pourraient être numérisés d'ici à la fin de la décennie[54].
- Décembre : Google eBooks (en) (nouveau nom de Google Editions) est lancé aux États-Unis. Le service se veut « ouvert » car accessible depuis n'importe quel appareil (smartphones, liseuses, ordinateur), et dispose d'un « Web Reader » proche de services comme Gmail ou Picasa, aux capacités étendues (choix de la police et de sa taille, mode nuit / jour, espacement des caractères, sauvegarde automatique de la progression) et utilisable avec un compte Google sans limite de stockage. Des applications pour Android et iOS sont prévues. Les livres seront accessibles depuis le Google eBookstore (en), et le service cohabitera avec le service Google Livres (un utilisateur pourra donc acheter directement un livre qu'il aura découvert là-bas). Initialement, des partenariats avec des détaillants étaient prévus (notamment Powell's Book, Alibris et les membres de la American Booksellers Association (en)), mais en avril 2012 l'entreprise annonce son intention d'y mettre un terme[55].

### 2011
Dans le cadre de la refonte graphiques de ses services, Google dote son projet Livres d'une nouvelle interface. Celle-ci dégage plus d'espace blanc au détriment de l'affichage des livres : avec une définition de 800×600 pixels, près des deux tiers de l'écran sont occupés par des éléments de navigation (et le bouton « plein écran » ne masque ni la barre de navigation, ni la boîte de recherche, mais cache le titre du livre).
- 20 juillet : Google signe un partenariat avec Pottermore pour rendre compatible le site consacré à l’œuvre de J.K. Rowling avec Books[57].
- 20 décembre : Books est intégré à Google Chrome via une application dédiée permettant de lire les livres sans connexion à Internet - uniquement dans le navigateur développé par l'entreprise[58].

### 2012: Google Play
- Mars : le lancement de Google Play centralise sur une seule plate-forme l'achat d'e-books pour mobile auprès de Google[59]. Le service propose « la plus large sélection de livres numériques » (4 millions de titres), disponible pour consultation hors-ligne ainsi qu'avec des fonctionnalités comme le partage d'extraits sur les réseaux sociaux (Google+ en particulier), à condition d'être enregistré avec un compte Google[60]. Aux États-Unis, une semaine complète de promotions (« 7 Days to Play ») accompagne le lancement avec des prix très bas sur une sélection de produits (notamment les films préférés de l'équipe Google, ainsi que des e-books à 25 centimes).
- Google Livres dépasse les 20 millions d'ouvrages numérisés[61]. Depuis 2004, plus de 15 millions de livres provenant de plus de 35 000 éditeurs, 40 bibliothèques, 100 pays et 400 langues, ont été numérisés[62].
- Le 27 juin, Google sort sa propre tablette[63]. Baptisée Nexus 7, elle se donne pour objectif de « rassembler le meilleur de l'expérience Google » et met en particulier l'accent sur la consultation de contenus : les catalogues de livres et magazines sont mis en avant sur l'écran d'accueil de l'appareil, et une remise temporaire offre un crédit de 25 dollars à dépenser sur le Play Store[64]. Avec ses 8 à 10 heures d'autonomie, la Nexus 7 tient beaucoup de la liseuse et entre en compétition avec des produits hybrides comme le Kindle Fire d'Amazon.
- Le 25 septembre, l'application Google Books pour Android intègre de nouvelles fonctions : elle permet notamment de  rechercher des informations sur des lieux évoqués dans des ouvrages via Maps, de trouver rapidement la définition d'un mot, de traduire des phrases ou des portions de texte, ou encore de surligner du texte et de prendre des notes[65].
- Le 18 décembre, l'application Books pour Android intègre la fonctionnalité « Read Aloud » qui permet d'écouter le texte consulté[66]. Le pinch-to-zoom (pincer pour zoomer) et le double-tap sont également ajoutés. Et par ailleurs, les fonctions d'éditeur de texte sont désormais applicables aux annotations, et des recommandations personnelles sont visibles en fin de livres et de bibliothèques.

### 2013
Le 7 février, Google signe un accord avec le Committee on Institutional Cooperation (CIC), un consortium d'universités américaines, qui ajoutera à terme près de 50 000 titres supplémentaires au catalogue de Google Books,. Le fond sera également disponible via HathiTrust.

### 2019
En février 2019, l'exposition Scan Ops d’Andrew Norman Wilson (en) révèle le travail manuel des opérateurs de saisie qui feuillettent les pages des machines pour numériser les livres pour Google. Ils travaillent si rapidement que leurs mains et leurs doigts sont parfois scannés. Ces images témoignent du décalage entre l'expérience de Google Livres et sa production.

## Actions en justice

### Class actionaux États-Unis
En septembre et octobre 2005, deux actions en justice sont intentées contre Google. À cette date, les restrictions liées au fair-use américain font que seules trois pages de chaque ouvrage sont disponibles à la lecture. Sur la gauche des pages reproduites, sont affichées l'intégralité des références de l'ouvrage, et le copyright afférent (droit de reproduction notamment), une table des matières et l'index s'il existe. Une grande partie des documents officiels relatifs à cette affaire sont disponibles sur The Public Index (en anglais).

#### Plainte de l'Author's Guild
La première action est une plainte pour violation « massive » du copyright (massive copyright infringement) et manquement à une rétribution juste des auteurs et des éditeurs,,,,. Il s'agit d'une class action (recours collectif) mené auprès de la cour fédérale à Manhattan par trois auteurs (Daniel Hoffman (en), Betty Miles (en) et Herbert Mitgang (en)) et une société d'auteurs (Authors Guild, qui rassemble plus de 8 000 auteurs américains). Dès le départ, les plaignants affichent la volonté de transformer leur poursuite en recours collectif. La firme se défend en invoquant le fair use, et argue que ses résultats de recherche ne présentent jamais qu'une portion du document, jamais son intégralité (par l'intermédiaire de snippets, que l'on peut traduire par « fragment »). Dans un premier temps, elle avait tenté de trouver un compromis en annonçant une suspension des numérisations (août 2005), et en proposant à tout auteur le souhaitant de la contacter pour faire retirer ses œuvres du programme avant la reprise en novembre. Adam M. Smith déclare ainsi : « Nous pensons que la plupart des éditeurs et auteurs choisiront de participer au programme afin de présenter leur œuvre aux innombrables lecteurs de par le monde, mais nous savons que tout le monde n'est pas d'accord et nous voulons faire de notre mieux pour respecter les opinions. »

#### Plainte de l'Association of American Publishers
Malgré la première poursuite, Google reprend ses numérisations en novembre 2005, notamment d'œuvres protégées par le droit d’auteur.
La seconde action est un procès au civil à la suite d'une plainte déposée par l’AAP (Association of American Publishers (en)) à l’initiative de cinq éditeurs (McGraw-Hill, Pearson Education, Penguin Group USA, Simon & Schuster et John Wiley & Sons) devant la même juridiction (l'AAP rejoint donc la class action). Elle  fait suite à plusieurs mois de négociations infructueuses avec Google. Patricia Schroeder, PDG de l'AAP, considère en effet les arguments de Google comme irrecevables : elle déclare à l'agence Reuters que l'opt-out proposé par Google revient à ses yeux à « faire marcher sur la tête la législation du droit d'auteur ». L'entreprise campe néanmoins sur ses positions et s'en tient à l'argument du fair use, expliquant défendre le même but que le copyright (augmenter la popularité et les ventes de livres, contribuer aux bénéfices des détenteurs des œuvres). Un communiqué de l'AAP souligne que Google a refusé sa proposition d'avoir recours au numéro ISBN « pour identifier les travaux sous copyright et obtenir la permission des auteurs et des éditeurs de scanner leurs travaux », préférant passer par les bibliothèques universitaires avec lesquelles elle a signé des accords. Elle déclare aussi sa préférence pour l’Open Content Alliance (en) (OCA), projet similaire soutenu notamment par Yahoo, HP et Adobe.

#### Google Book Settlement

##### Étapes du projet
À l'automne 2006, les premières négociations vers un règlement « amendé » (qui ne concerne que les États-Unis) se mettent en place. Le 28 octobre 2008, ledit règlement est finalisé et présenté à la justice. Il est validé sur le principe le 17 novembre 2008 par le juge Sprizzo alors chargé du dossier. En novembre 2009, après de multiples concessions des parties en présence, le jugement débouche sur un accord baptisé « Google Book Settlement ». Plusieurs points importants s'en dégagent, :
- L'accord ne concerne que les livres enregistrés aux États-Unis ou publiés au Canada, au Royaume-Uni ou en Australie avant le 5 janvier 2009 (ce qui peut concerner des ayants droit d'autres pays).
- Le juge nommera une personne indépendante qui aura la charge de superviser la gestion des droits découlant de l'exploitation commerciale des œuvres orphelines. Si une œuvre n'est pas revendiquée pendant 5 ans, 25 % des sommes collectées sera consacrée à la recherche des ayants droit ; après 10 ans, les fonds seront versés à des associations caritatives de lutte contre l'illettrisme des 4 pays concernés par l'accord.
- Les œuvres épuisées présentes dans le catalogue Google Books pourront être commercialisés par des librairies concurrentes (Amazon par exemple). Le pourcentage de 37 % sera réparti entre le vendeur (qui devrait en conserver la majorité) et Google. La fixation des prix serait plus « flexible » (pas de prix fixe).
- Un registre des droits du livre indépendant (mais administré par Google) est créé pour rechercher les ayants droit, élaborer une base de données recensant les droits d’auteurs de chaque livre indexé (pour un coût estimé à 34,5 millions d'euros) et rémunérer auteurs et éditeurs pour l'usage et la vente de leurs travaux. Une partie de chaque œuvre est mise en libre consultation (sauf pour les œuvres libres de droits, consultables gratuitement), et les internautes peuvent désormais payer les droits pour devenir pleinement propriétaires de l'œuvre, ou payer à la page.
- Les éditeurs et auteurs couverts par l'accord disposent désormais d'un programme d'opt-out, c'est-à-dire la possibilité de sortir du programme à la demande. Ils ont jusqu'au 31 mars 2011 pour réclamer entre 60 et 300 dollars par livre numérisé, et jusqu'au 9 mars 2012 pour exiger la suppression de leur ouvrage de la base de données de Google. Ceux qui maintiennent leurs œuvres dans Google Books percevront 63 % des sommes perçues par Google (qui touche les 37 % restants) et pourront définir librement les conditions d'accès à leurs ouvrages.
- Les snippets d'œuvres soumises aux copyright ne seront plus affichés sans accord des éditeurs : ne subsisteront que les informations bibliographiques.
- Les négociations hors des 4 pays seront menées indépendamment, mais dès lors que l'accord sera validé par la justice américaine, tous les éditeurs ou auteurs d'autres pays pourront décider de faire directement partie du programme.
- Les modèles de rémunération sont limités à l’impression à la demande, le téléchargement de fichier et aux abonnements.
- Google verse 125 millions de dollars pour dédommager les ayants droit.

L'accord stipule qu'après le 5 mai 2009, tous les titulaires de droits qui ne se seraient pas manifestés sont réputés faire partie du Règlement et être en accord avec celui-ci. Google dispose d’un budget de 8 millions de dollars pour faire connaître un Avis concernant le Règlement (en 36 langues et dans plus de cent pays).

##### Exploitation de la «zone grise»
L'accord change la donne pour les ouvrages relevant de la « zone grise » entre le régime du copyright et l'ouvrage libre de droit : celle des ouvrages toujours couverts par le copyright mais non disponibles dans le commerce. Dans sa version de 2008, il propose en effet les changements suivants les concernant, :
- 20 % du texte serait accessible via Google Books, avec jamais plus de 5 pages consécutives, et jamais les dernières pages.
- Pour la poésie, les encyclopédies, les dictionnaires : une fixed preview serait possible, qui concernerait 10 % de l'ouvrage.
- Des services payants (fee based services) seraient désormais possibles (« users will be able to purchase online access to the full text of in-copyright, not commercially available books throught an account established with Google »), à un prix fixé soit par les ayants droit soit par l'algorithme de Google (avec 12 tranches de prix, comprises entre 1,99 et 29,99 dollars). Le prix serait susceptible de varier en fonction des chiffres de vente (sales data que seul Google détient), et sur des critères définis par l'entreprise (« based on aggregate data collected with respect to similar books »).
- Le partage des revenus se ferait ainsi : 37 % à Google, 63 % aux ayants droit (éditeurs et auteurs). Une partie serait reversée au Book Rights Registry (10 à 20 % des revenus des ayants droit, 37 % des revenus de Google).
- Dans le cas d'un livre acheté en ligne, Google précise ce que seraient les modalités nouvelles de consultation : « the user will have perpetual access to view the entire book from any computer », c'est-à-dire que l'achat ne donnerait pas lieu à la possession d'un fichier correspondant à l'œuvre acquise, mais à une simple « consultation illimitée » (à la manière d'une bibliothèque) via un compte Google et depuis une multitude de terminaux (tablette, smartphone, liseuse). Il est précisé qu'une copie entière de l'œuvre achetée ne serait pas téléchargeable autrement que par copier-coller manuel : par défaut, les outils mis à disposition par Google ne permettraient d'importer que 4 pages de l'œuvre. Sur le même principe, l'utilisateur ne pourrait imprimer en une seule fois que 20 pages d'une œuvre, sauf à copier-coller successivement toutes les pages d'une œuvre pour les rassembler de lui-même en un seul document. De plus un tatouage numérique (technique de marquage et traçage des œuvres) serait apposé sur l'œuvre pour identifier l'utilisateur qui imprime le document (et vérifier qu'il est autorisé à le faire).
- Des annotations seraient possibles sur les œuvres, mais uniquement via le service de Google, et ne seraient partageables qu'avec 25 personnes au maximum, et à condition qu'elles aient elles aussi acheté le livre sur le même service, et qu'elles aient été explicitement désignées par l'utilisateur.
- Certains passages du livre, si le détenteur des droits choisissait de ne pas les afficher, ne seraient pas disponibles même dans le cadre d'un achat  (« A user who purchases a book will not see an insert if the insert's rightsholder chooses to exclude display of the insert. In this situation, a purchaser [...] will not have access to the complete book as published ») : il pourrait donc y avoir une différence de résultat entre le livre papier et celui au format numérique disponible sur Google Books.
- Pour les bibliothèques, la possibilité de consulter ces ouvrages se ferait via un « PAS » (Public Access Service) gratuit pour les bibliothèques publiques permettant à leurs usagers de consulter le texte intégral depuis les postes informatiques sur place. L'impression de pages serait autorisée mais nécessiterait le paiement d'une « somme raisonnable » (reasonnable per-page fee). Pour la définition d'une « bibliothèque publique » et de ce qui relève de l'enseignement supérieur, Google se base sur les critères établis par la Carnegie Classification of Institutions of Higher Education (en). Si ces derniers ne sont pas remplis, un PAS serait valable pour 10 000 étudiants ; dans le cas contraire, pour 4 000 étudiants. Si les besoins de l'établissement étaient supérieurs, il faudrait négocier au cas par cas (« Google […] can agree to expand the PAS service by making additional terminals available for free or an annual fee, but the settlement provides no further details on the terms for this expansion »[82]).
- À ce premier mode d'accès aux œuvres non disponibles dans le commerce s'ajouterait l'ISD (Institutionnal Subscription Database), un abonnement institutionnel qui permettrait d'offrir aux usagers l'accès à ces textes. Calqué sur le modèle des bouquets numériques que contractent les bibliothèques (notamment universitaires) avec les éditeurs scientifiques, cette souscription aurait une durée limitée et devra être renouvelée. Son coût serait fixé conjointement par Google et par le BRR. Or dans la version 2008 du texte, c'est Google qui crée et finance seul le BRR ; de plus aucun détail n'a été donné concernant la nomination de ses membres. Pour ce qui est de Google, sa détermination du prix se baserait sur les prix d'œuvres similaires auprès de la concurrence (« the pricing of similar products and services available from third parties »), sur le nombre d'œuvres rendues accessibles par l'ISD, la qualité des numérisations (!) et sur les fonctionnalités auxquelles donnerait accès la souscription. Enfin, un dernier critère serait le « full-time equivalent (FTE) users » (équivalent en utilisateurs à plein temps), qui correspondrait à un « full-time equivalent students » (équivalent en étudiants à plein temps) pour les établissements d'enseignement supérieur.

Théoriquement (mais pas dans les faits, puisque l'accord a été refusé sous cette forme), Google deviendrait donc libraire de facto des livres relevant de cette « zone grise », dont l'exploitation se ferait de manière dématérialisée, centralisée en ce qui concerne les déclarations des ayants droit (via le registre des livres, ou Book Right Registry (BRR)), et algorithmique (en ce qui concerne les prix des livres).
Enfin l'accord révèle que Google a procédé, sans autorisation, à la numérisation de livres de partout dans le monde et écrits en de très nombreuses langues. Sur les sept millions de livres numérisés sans autorisation, un tiers proviendraient des États-Unis, un autre tiers de pays industrialisés et un dernier tiers d'autres pays. En mai 2009, devant le trop grand nombre de requêtes réclamant du temps pour étudier le Règlement, l'échéance pour présenter une objection ou s'en retirer sont reportées au mois de septembre.

##### Critiques émises
L'accord a par ailleurs fait l'objet d'un vaste débat à travers le monde, et a été l'objet de critiques fortes. Pour l'Open Book Alliance (en) (qui regroupe Microsoft, Yahoo! et Amazon), l'accord ne répond pas « aux défauts fondamentaux » relevés dans sa 1re version. Les éditeurs allemands soulignent qu'il « allait renforcer la domination de la langue anglaise dans le monde. » L'UNEQ (Union des écrivaines et des écrivains québécois), qui a pris connaissance du projet en février 2009 via un Avis de 16 pages en français envoie une note informative à ses membres en mars 2009. Le 22 avril 2009, l’Association nationale des éditeurs de livres au Canada émet un communiqué recommandant à ses membres de se retirer du Règlement.
Lawrence Lessig le qualifie de « chemin vers la folie » (path to insanity) qui serait « culturellement asphyxiant » en ce qu'il mène à une certaine « écologie » de l'accès aux objets culturels, proche du traitement réservés à ce qui relève du documentaire. Ainsi ce n'est pas une « bibliothèque numérique » qui se construit, mais un « digital bookstore » (« magasin électronique de livres »), voire quelque chose de plus pervers qu'un simple magasin, qui s'octroierait des libertés comparables à celles que s'octroient les bibliothèques documentaires. Cela relève à ses yeux d'une culture obsessionnelle de la permission et du contrôle, propre aux oligopoles, et qui se pose en opposition frontale avec les modes de diffusions traditionnels de la culture. Dans ce nouvel ordre documentaire, le contrôle peut être exercé à toutes les échelles, depuis le livre lui-même jusqu'à la plus petite citation, jusqu'au mot ou la lettre, en passant par l'unité technique de la page.
Il propose, une fois l'œuvre produite, de reconnaître une revendication légitime d'une appropriation par la culture. Ainsi quand l'usage d'une musique dans un film ou d'une illustration dans un livre a été autorisée une fois, et passé une certaine durée (il suggère 14 ans), le détenteur des droits ne devrait plus être en mesure de « contrôler le tout » que forme son œuvre. Sa critique porte également sur l'existence d'un registre opéré par des compagnies privées, qu'il propose de soumettre au même contrôle par la loi que les noms de domaine (gérés par les bureaux d'enregistrement, ou registrars).

##### Rejet
En juillet 2009, le ministère américain de la Justice (Department of Justice) ouvre une enquête sur le projet d'accord - dans sa version d'octobre 2008.
Le 18 septembre 2009 le Department of Justice, à travers un statement of interest, demande au juge fédéral new-yorkais Denny Chin (en) de ne pas valider l'accord, pour trois raisons : vice de procédure, violation de loi antitrust, atteinte aux droits d'auteurs. Dans son document, le ministère indique que celui-ci soulève des questions en matière de droits d'auteurs et d'abus de position dominante en particulier pour la zone grise, (« de facto exclusivity in distribution of orphan books, books which are in copyrights but the rights holder cannot be located »).
À l'issue de l'audience tenue jeudi 18 février 2010 à New York, le juge fédéral Denny Chin reporte sa décision afin de garder « l'esprit clair » pour le rédiger. Le juge reprend l'idée exprimée par une plaignante, Sarah Canzeroni, de la Guilde (américaine) des livres pour enfants, selon laquelle l'objectif de Google, plutôt que de créer « une grande bibliothèque » numérique, est en réalité d'ouvrir « un grand magasin » dont il aurait le monopole. Le gouvernement américain et les autres plaignants ne contestent pas le principe de la numérisation des ouvrages, mais la plupart invoquent le risque monopolistique flagrant de l'accord signé par Google et l'entorse au droit de copyright qu'il comporterait. Par exemple, un juriste de Microsoft explique que Google aurait un accès quasi assuré à tout ouvrage publié depuis 1923, et bénéficierait, entre autres, d'une connaissance exclusive des goûts des internautes en matière de lecture - un avantage substantiel aux yeux des annonceurs publicitaires. Le 22 mars 2011, le juge Chin rejette l’accord passé entre Google et les éditeurs, qui prévoyait le règlement de leur contentieux sur le projet Google Livres,, le jugeant « ni équitable, ni adéquat, ni raisonnable » car il donnerait à Google « un avantage significatif (et déloyal) sur ses concurrents » et parce qu'il présente une portée excessive ainsi qu'un défaut de représentation de certaines parties (des associations indiquent ne pas s'estimer bien représentées au sein de la class action). Plus précisément, les motifs de la décision du juge sont les suivants :
- La portée excessive du règlement. Ce dernier comporte en effet deux parties distinctes : les actes de numérisation et l'usage qui en a été fait (les snippets) d'une part, le transfert de droits à Google pour l'exploitation des œuvres de la « zone grise » si leurs titulaires ne se manifestent pas (opt out) d'autre part. Cette seconde partie, qui inclut le BRR, va trop loin dans l'appropriation par la firme des unclaimed works et des œuvres orphelines (respectivement : les œuvres non réclamées par leurs titulaires, et celles dont les titulaires ne peuvent être identifiés ou localisés). Cette question ne peut en effet être réglée par un simple règlement entre parties privées, elle doit faire l'objet d'un travail du législateur fédéral (il est à noter qu'en 2006 et 2008, le Congrès avait examiné plusieurs projets relatifs aux œuvres orphelines, mais sans aboutir à une loi). Enfin, le règlement va trop loin en s'écartant de l'affaire : « There was no allegation that Google was making full books available online, and the case was not about full access to copyrighted works. The case was about the use of an indexing and searching tool, not the sale of complete copyrighted works » (le cas ne portait pas sur l'accès à des documents soumis au copyright, mais sur l'usage d'un outil de recherche et d'indexation).
- Le manque de représentation des intérêts de certains titulaires. Le syndicat des auteurs et l’Association des éditeurs américains ne peuvent s'octroyer le droit de représenter l’intérêt de l’ensemble des titulaires de droits potentiellement lésés par Google : d'après le juge c'est vrai en particulier pour les auteurs universitaires (qui cherchent à maximiser l’accès à la connaissance là où l'accord des parties cherche d'abord à établir le moyen d'une rémunération) et les titulaires de droits étrangers. Par voie de conséquence, le BRR n'est pas considéré comme susceptible de représenter adéquatement les intérêts des titulaires d’ouvrages non réclamés et d’œuvres orphelines.
- Le mécanisme de l’opt out, contraire au copyright. L'opt-out inverse les règles classiques du droit d’auteur en se passant de l’autorisation préalable des titulaires (principe du « Qui ne dit mot consent ») : pour le juge c'est une atteinte trop forte au principe des droits exclusifs reconnus aux titulaires par la loi américaine, voire une forme d'expropriation. Il suggère un retour à l'opt in : « many of the concerns raised in the objections would be ameliorated if the [settlement] were converted from an opt-out settlement to an opt-in settlement ».
- Le risque de dérives monopolistiques. Le Règlement conférerait de facto à Google un monopole contraire aux lois antitrust sur les œuvres non réclamées, non par un transfert de droit mais par le bénéfice unique d'une possibilité d'action en lieu et place des titulaires de droits, ce qui permet de prendre une avance décisive sur la concurrence (qui elle devra supporter le coût de la recherche des autorisations avant toute numérisation). Un autre avantage excessif conféré par l'accord est la place qu'il octroierait à Google sur le marché de l’indexation des contenus : ses concurrents devraient obtenir son autorisation pour indexer tout ouvrage scanné par ses soins.
- Atteinte au respect de la vie privée à travers la collecte de données personnelles (en lien avec la consultation des ouvrages : identité du lecteur, temps passé sur un ouvrage, pages lues etc.).
- Violation potentielle des règles internationales. Le règlement avait vocation à s’appliquer à tous les détenteurs de copyright aux États-Unis, ce qui en vertu de la Convention de Berne, recouvre non seulement les auteurs et éditeurs américains, mais aussi tous les ressortissants des pays adhérents à ladite Convention à travers le monde. La seconde version de l'accord avait pris en compte ces objections et restreignait sa portée à certains pays (États-Unis, Royaume-Uni, Canada, Australie), mais le juge considère que ce n'est pas suffisant pour garantir que des ouvrages étrangers ne seront pas compris dans le périmètre de l’accord, notamment les ouvrages enregistrés aux États-Unis avant 1989 (entrée en vigueur de la Convention de Berne dans le pays). Certains États, notamment la France, avaient souligné qu’il n’appartenaitt pas à une cour américaine de régler seule la question des œuvres orphelines à une échelle internationale.

À ce stade du procès, il n'y a pas d'indemnisation des parties plaignantes. L'affaire doit continuer avec une audience de mise en état le 25 avril 2011. Les parties peuvent d'ici là faire appel, proposer une nouvelle version du Règlement ou abandonner ce projet : le procès reprendra alors son cours normal, et le juge devra se prononcer sur la question de l’application du fair use au projet Google Books. Google, le Syndicat des auteurs et l’Association des éditeurs américains ont fait savoir qu'ils ne souhaitaient pas abandonner, et laissaient entendre qu'ils pourraient proposer une troisième version de leur accord. Un schéma produit en 2010 par la Library Copyright Alliance envisageait les différentes issues possibles du procès.

##### Revirements autour de laclass action
- Le 31 mai 2012, le juge Denny Chin valide le choix par les auteurs de la procédure du recours collectif[94],[95]. Google fait aussitôt appel de cette décision, engageant à cette fin un avocat spécialisé (Seth Waxman)[96]. Un porte-parole de l'entreprise déclare : « La décision d'aujourd'hui ne fixe pas les éléments sous-jacents de cette affaire, pas plus qu'elle ne règle le litige en cours ». À cette même date de nouveaux acteurs ont rejoint la class action, dont notamment l'American Society of Media Photographers.
- Le 15 août 2012, la cour d'Appel de New York autorise Google à contester la décision du juge Chin[97],[98]. Les deux juges Richard Wesley et Peter Hall (qui sont pour anecdote également membres de la Cour d'appel des États-Unis pour le deuxième circuit, dont Denny Chin fait partie de la promotion 2010) ont donc reconnu la validité de la défense de Google, dont les avocats se sont basés sur une jurisprudence mettant en cause Wallmart, qui avait évité une class action en déclarant ne pas pouvoir apporter de réponse unique à un problème collectif. Cela ne signifie pas pour autant que la class action est caduque, mais simplement qu'elle pourrait être rejetée. Un représentant de Google déclare à la suite de cette décision : « les plaignants cherchaient à faire fermer une part significative de Google Books et à obtenir potentiellement des milliards de dollars... Face à un tel enjeu, Google ne pouvait pas être forcé à se défendre sans le bénéfice de son moyen principal de défense »[99].
- Le même jour, le juge Denny Chin accepte que la Library Copyright Alliance (LCA), l'Electronic Frontier Foundation (EFF) ainsi qu'un groupe de spécialistes des sciences humaines numériques rejoignent l'Authors Guild. Ces trois acteurs apportent avec eux des notes et mémoires sur le procès, mais aussi plus globalement sur la question du recours au fair use. La LCA et l'EFF étaient déjà intervenus dans un procès intenté par l'Authors Guild à HathiTrust pour violation du droit d'auteur, et y avaient défendu une conception extensive du fair use, qui pourrait être favorable à Google dans le cadre de son procès.
- Le 2 octobre 2012 à 15h, une réunion téléphonique rassemble deux juges du Second Circuit pour discuter de la demande de Google (le juge Chin ayant décidé de ne pas y assister) d'individualiser le procès[100]. Si la requête est acceptée, elle rendrait le procès beaucoup plus onéreux pour les plaignants.

#### Accord à l'amiable
Le 4 octobre 2012, Google et l'Association des éditeurs américains (AAP) annoncent avoir trouvé « un accord à l'amiable qui va permettre l'accès à des livres et des journaux soumis aux droits d'auteur et numérisés par Google pour son projet de bibliothèque [en ligne]. » Cet accord n'ayant pas besoin de l'aval de la justice pour être opérant, il permet de solder la procédure qui opposait le groupe américain aux éditeurs McGraw-Hill, Pearson Education, Penguin, John Wiley & Sons et Simon & Schuster via un accord commercial.
Les grands traits de l'accord sont les suivants :
- les éditeurs sont libres de demander le retrait de leurs titres numérisés par Google (livres, journaux, magazines) ;
- ils peuvent aussi collaborer avec Google : ils recevront alors une copie numérique pour leur propre usage et diffusion, en échange d'une lisibilité du titre sur Books à hauteur de 20 % du contenu, et d'un lien d'achat vers le Google Play.

Tom Allen (président et PDG de l'AAP) a déclaré à la suite de cette annonce que « cela montre que les services numériques peuvent proposer des moyens innovants de découverte des contenus tout en respectant les ayants droit » ; David Drummond (vice-président de Google) s'est quant à lui déclaré heureux d'en finir avec le litige pour se concentrer sur l'ajout de contenu à la boutique Google Play. Il est à noter que certaines clauses de l'accord sont restées confidentielles : les aspects financiers en particulier (notamment une éventuelle indemnisation des éditeurs par Google) n'ont pas été dévoilés. La question des œuvres orphelines numérisées par Google mais sans ayant droit identifié reste par ailleurs entière.

#### Guilde des auteursvsGoogle
La Guilde des auteurs a également engagé il y a huit ans contre Google un procès portant sur le programme de numérisation de livres de celui-ci. Selon la décision rendue par le juge Denny Chin le 14 novembre 2013, et qui déboute la Guilde, la base de données numérisées ainsi constituée respecte le fair use et permet aux « lecteurs, aux universitaires, aux chercheurs et à tout un chacun de découvrir des livres. Google Livres est devenu un outil important pour les bibliothèques. » Selon le juge, le détournement des ventes qui serait facilité par Google n'est pas attesté : « Google Books fournit aux ouvrages un moyen d'être remarqués, autant que leur présentation en magasin. »
Le président de la Guilde, Paul Aiken, fait part de son désaccord avec cette décision « déclarant que cette mise en cause fondamentale du droit de copyright méritait l'examen d'une juridiction supérieure. »
En octobre 2015, un panel de trois juges déboute définitivement la Guilde, en affirmant la légalité de Google Books en vertu du principe de fair use (usage raisonnable). Cette décision est avalisée en avril 2016 par la Cour suprême des États-Unis.

### En France

#### Procès La Martinière
Le procès de la Martinière est le premier procès en France opposant un éditeur à Google, et à ce titre il est considéré comme une évolution majeure des relations entre le moteur de recherche et les acteurs du secteur du livre en Europe.
En juin 2006, le groupe La Martinière / Le Seuil, soutenu par le Syndicat national de l'édition (SNE) et la Société des gens de lettres (SGDL) annonce son intention d'attaquer en justice Google. Il reproche au moteur de recherche d'avoir numérisé certains de ses ouvrages pour Google Book Search sans accord préalable. Une première estimation porte à quelques centaines le nombre de titres des différentes marques du groupe présents dans la base Google Livres, mais ce chiffre est plus tard réévalué à environ 9 000. La Martinière  s’estime victime de contrefaçon, et elle déclare qu'« en reproduisant intégralement et en rendant accessibles des extraits d’ouvrages » sans l’autorisation des ayants droit, « la société Google a commis des actes de contrefaçon de droits d’auteur au préjudice des éditions du Seuil, Delachaux & Niestlé et Harry N. Abrams », ainsi qu’au préjudice du SNE et de la SGDL.
Le 24 septembre 2009, l'audience du procès reprend devant la 3e chambre civile du TGI, avec la réévaluation du nombre d'infractions et une hausse du montant des dommages et intérêts réclamés : pour le préjudice « considérable et irrévocable » subi, La Martinière réclame 15 millions d’euros ainsi qu'une astreinte de 100 000 euros par jour. Son argumentation est construite autour de la loi applicable à ce type de différend, et sur la nature de la contrefaçon : 
- Pour Me Marie-Anne Gallot Le Lorier (avocate du SNE) c'est la loi française qui s'applique car la diffusion et la représentation des extraits de livres numérisés était constatée (entre autres) en France, quand bien même leur reproduction pouvait avoir eu lieu aux États-Unis (ce qui est possible mais incertain, puisque d'après ses dires « Google ne fournit que des déclarations de ses propres services, mais ne communique pas les contrats signés avec les bibliothèques »).
- Par ailleurs la SGDL souligne que la numérisation effectuée par Google porte atteinte au droit moral des auteurs, en raison de la mauvaise qualité des reproductions, des coupes aléatoires dénaturant les œuvres et de la non-autorisation de republication d’œuvres dont les auteurs ne souhaitent plus la divulgation[108].

La défense de Google s'appuie au contraire sur la loi américaine, concernée dans la mesure où la numérisation se déroule aux États-Unis (ce qui rendrait incompétent le tribunal d'instance). Sur la question des extraits affichés dans les résultats de recherche, Google estime qu'ils relèvent de l’usage normal du droit de citation prévu en droit français. Le groupe déclare par ailleurs que le nombre avancé d'œuvres numérisées est « grossièrement surévalué ». Enfin, l'avocat de Google déclare : « ce que fait Google est absolument légal. Nous n'avons jamais nié que les Éditions du Seuil détiennent les droits sur les œuvres papier, mais elles n'ont jamais prouvé qu'elles avaient les droits sur les versions numériques de ces œuvres. »
Le jugement a été rendu vendredi 18 décembre : le tribunal de grande instance de Paris a interdit au groupe américain de poursuivre la numérisation et la diffusion d'ouvrages sans autorisation des auteurs et éditeurs, exécutable au terme d'un mois avec 10 000 euros par jour de retard au bout de ce délai, ainsi qu'une condamnation à verser 300 000 euros (au titre des dommages et intérêts) à La Martinière et un euro au SNE et à la SGDL. Les auteurs et éditeurs ne veulent pas pour autant couper les ponts avec le géant américain : « Il faut que Google arrête de numériser derrière notre dos et comprenne que nous sommes prêts à discuter », explique M. Eyrolles, le président du Syndicat national de l'édition (SNE). « On peut très bien numériser correctement », ajoute M. Absire, le président de la Société des gens de lettres de France (SGDL), qui cite le projet Gallica, piloté par la Bibliothèque nationale de France : « Gallica s'assure que l'auteur accepte que ses livres soient numérisés. À partir de quoi il s'engage à respecter un certain nombre de normes qualitatives. » De son côté, Google annonce sa volonté de faire appel de la décision, et déclare que le jugement « ne fait pas avancer les droits d'auteurs, en revanche il constitue deux pas en arrière pour les droits d'accès des internautes au patrimoine littéraire français et mondial, on met la France en queue du peloton de l'internet ».

#### Gallimard, Flammarion, Albin Jeunesse
Le 31 mars 2010, on apprend l'intention des éditions Gallimard d'attaquer en justice Google Books pour avoir scanné des ouvrages de son catalogue sans autorisation. Antoine Gallimard déclare ainsi lors du salon du Livre : « En début d'année, quelques contacts avec Google nous avaient laissés espérer une évolution favorable sur ce dossier, mais rien n'a changé finalement ».
Le 6 mai 2001, Flammarion, Gallimard et Éditions Albin Jeunesse adressent une assignation pour contrefaçon à Google et à sa filiale Google France, pour la numérisation sauvage de titres issus de leurs catalogues : ils réclament 9,8 millions d'euros de dommages et intérêts au moteur de recherche pour la numérisation sans autorisation de 9 797 livres, soit 1 000 euros par livre, ce montant étant susceptible de changer au fil des numérisations. Google s'est dit « surpris de recevoir cette nouvelle assignation [...] alors même que nous travaillons déjà avec les éditeurs français depuis un certain temps pour trouver des moyens d'augmenter les audiences et les sources de revenus pour les éditeurs, les auteurs et les libraires ». Les œuvres concernées (4 302 pour Gallimard, 2 950 pour Flammarion et 2 545 pour Albin Michel) sont issues d'une liste fournie par le juge Denny Chin lors du procès collectif américain (voir plus haut).

#### Accord avec Hachette Livres
Le 28 juillet 2011, un accord définitif entre les deux groupes est signé, qui porte sur la numérisation d'œuvres épuisées en langue française. Hachette Livre, premier éditeur français et classé deuxième au rang mondial, met ainsi à disposition de Google près de 70 % de son fond et de ceux des maisons d'édition intégrées dans le groupe, soit entre 40 et 50 000 ouvrages : littérature générale (Grasset, Fayard, Calmann Lévy), ouvrages universitaires (Armand Colin, Dunod), ouvrages documentaires (Larousse). En novembre Arnaud Nourry, PDG de Hachette Livre (Groupe Lagardère), avait expliqué que les dispositions principales de l'accord avaient vocation à « être étendues à tous les éditeurs français qui le souhaitent ». L'accord en question pose plusieurs principes :
- Le contrôle de la numérisation des œuvres par l'éditeur
- La possibilité de commercialiser les livres numérisés sur des plateformes concurrentes
- La création de nouvelles opportunités commerciales (impression à la demande, depuis l'atelier de Maurepas - en partenariat avec Lightning Source (en))
- Le partage des œuvres numérisées avec des institutions publiques (comme la BNF).

La question de l’indexation n'est pas posée : la numérisation se cantonne à l’indexation et la promotion. En revanche, Google disposera d’une copie uniquement destinée « à ses propres usages non commerciaux ». Seule la question des DRM (verrous numériques) n'a pas été évoquée : or Numilog (ancienne filiale de Hachette Livre) y a recours systématiquement, alors que Google Books n'y est pas très familier. Dans le même temps, la filiale américaine du groupe Hachette signe un accord avec Google pour être partenaire du lancement de Google Editions, notamment pour commercialiser la saga Twilight.
Antoine Gallimard (PDG des éditions du même nom et président du SNE) voit dans cet accord un signe positif et la preuve d'un « recul sans précédent » de la part de Google.

## Réception et critiques

### «Quand Google défie l'Europe»
Le projet, de par son ampleur, provoque des réactions - en particulier du côté de la Bibliothèque nationale de France, présidée à l'époque (2004) par Jean-Noël Jeanneney. À l'époque la BNF a déjà lancé Gallica, qui propose alors 80 000 ouvrages en ligne, 70 000 images, et s'apprête à offrir la reproduction de grands journaux français depuis le XIXe siècle. Mais son président souligne qu'elle ne vit que de « subventions de l'État, forcément limitées, et de nos ressources propres, difficilement et vaillamment mobilisées ». Le rapport de force en termes de budget est alors très inégal (de l'ordre d'un à mille). Il tire donc la sonnette d'alarme dans un article du Monde intitulé « Quand Google défie l'Europe ».

« Voici que s'affirme le risque d'une domination écrasante de l'Amérique dans la définition de l'idée que les prochaines générations se feront du monde. Quelle que soit en effet la largeur du spectre annoncé par Google, l'exhaustivité est hors d'atteinte, à vue humaine. Toute entreprise de ce genre implique donc des choix drastiques, parmi l'immensité du possible. Les bibliothèques qui vont se lancer dans cette entreprise sont certes généreusement ouvertes à la civilisation et aux œuvres des autres pays. Il n'empêche : les critères du choix seront puissamment marqués (même si nous contribuons nous-mêmes, naturellement sans bouder, à ces richesses) par le regard qui est celui des Anglo-Saxons, avec ses couleurs spécifiques par rapport à la diversité des civilisations.
[...] N'oublions pas, d'autre part, un autre aspect de la question, qui concerne le travail en marche  : dans l'océan d'Internet, où tout circule, dans l'ordre du vrai comme du faux, les processus de validation des produits de la recherche par les autorités scientifiques et par les revues prennent désormais une importance essentielle. La production scientifique anglo-saxonne, déjà dominante dans une quantité de domaines, s'en trouvera forcément survalorisée, avec un avantage écrasant à l'anglais par rapport aux autres langues de culture, notamment européennes.
[...] Ajoutons que, sous l'apparence de la gratuité, l'internaute rétribuera en fait Google, en tant que consommateur, puisque l'entreprise vit à 99 % de publicité et que la démarche qu'elle annonce ne vise qu'à obtenir un retour sur investissement grâce à celle-ci. Les publicités en marge des pages et les liens privilégiés guideront vers des achats qui accentueront le déséquilibre.
[...] Une autre politique s'impose. Et elle ne peut se déployer qu'à l'échelle de l'Europe. Une Europe décidée à n'être pas seulement un marché, mais un centre de culture rayonnante et d'influence politique sans pareille autour de la planète. L'heure est donc à un appel solennel. Il revient aux responsables de l'Union, dans ses trois instances majeures, de réagir sans délai - car, très vite, la place étant prise, les habitudes installées, il sera trop tard pour bouger. [...] C'est en avançant sur fonds publics que l'on garantira aux citoyens et aux chercheurs [...] une protection contre les effets pervers d'une recherche de profit dissimulée derrière l'apparence d'un désintéressement. »

Contre l'indifférence des pouvoirs publics (sur ce dossier comme sur d'autres - notamment le rachat de Sygma par Corbis, filiale de Microsoft), il appelle à une prise de position de la part des décideurs politiques des pays concernés ainsi que des instances européennes. Sa prise de position sera amplifiée par la publication d'un ouvrage de 120 pages intitulé Quand Google défie l'Europe / Plaidoyer pour un sursaut (Éditions Mille et une nuits). Une dépêche AFP souligne que cet appel connaît un certain retentissement, même à l’échelon international. De fait, quelques jours plus tard les chefs d’État de six pays membres de l'Union européenne (France, Pologne, Allemagne, Italie, Espagne et Hongrie) ont demandé dans une lettre à la Commission européenne et au Conseil de l’Europe la mise en place rapide d’un débat sur une future « bibliothèque numérique européenne », soulignant que « Le patrimoine des bibliothèques européennes est d'une richesse et d'une diversité sans égales. [...] S'il n'est pas numérisé et rendu accessible en ligne, ce patrimoine pourrait, demain, ne pas occuper toute sa place dans la future géographie des savoirs ».
Nikesh Arora (alors vice-président Google Europe) déclare au nom de l'entreprise, dans une interview accordée au Figaro : « J’avoue que nous avons été un peu surpris, voire choqués, de la réaction française à notre projet, car en aucun cas notre initiative a des velléités politiques qui viseraient à asseoir un quelconque impérialisme culturel américain. Google Print vise l’exhaustivité. C’est un programme populaire, qui s’adresse à tous sans distinction et qui respecte les valeurs de neutralité de Google ». Dans Libération, l'entreprise explique avoir « entamé des discussions avec les bibliothèques de différents pays d’Europe pour leur proposer de numériser leur contenu », et explique : « nous n’avons jamais prétendu être les seuls acteurs d’un tel projet. C’est pourquoi nous souhaitons nouer des partenariats, notamment avec la BNF ».
En août 2005, à Reims, Jacques Chirac (alors président de la République), accompagné de son chef du gouvernement Dominique de Villepin, et des ministres Nicolas Sarkozy, Thierry Breton et Gilles de Robien, rappelle sa volonté de définir « les grandes orientations de la nouvelle politique industrielle et d'innovation de la France », parmi lesquelles figure l'Agence de l'innovation industrielle. Cette dernière, dotée d'un budget d'un milliard d'euros, est entre autres chargée de soutenir des projets privés franco-allemands, et en particulier « le développement d'un moteur de recherche multimédia sur internet », dont l'objet est « l'aide à la création et la production audio, vidéo, texte et image, l'archivage et la préservation du patrimoine multimédia, la création de bibliothèques numériques, des services de recherches multimédias, des services de transcription et de traduction et la protection et la surveillance de contenus ». La date de réalisation de ces projets, réalisés par France Telecom, Thomson et Deutsche Telekom, n'est alors pas évoquée. Cette annonce, bien que prévue de longue date, fait suite à la pause temporaire dans le projet de numérisation de Google. Le ministère de la Culture et de la Communication précise à l'époque que cette dernière « ne modifie en rien le projet de création d’une Bibliothèque numérique européenne, voulu par le président de la République. Plus que jamais, il est nécessaire que la France et l’Europe travaillent ensemble pour préserver la diversité culturelle et bâtir par des projets concrets une Europe de la culture. »

Cependant quelques voix discordantes se font entendre du côté des petits éditeurs, qui souhaitent davantage un partenariat constructif avec Google. On peut citer entre autres les éditions de l'Éclat, qui détaillent leur point de vue : 

« Le projet Google-Livres est le premier projet de grande envergure (...) qui permet une entrée en force du Livre dans l’internet. (...) On permet l’accès à une partie des contenus, on permet une recherche thématique à l’intérieur du livre, on renvoie à d’autres livres, à l’éditeur, vers des librairies, etc., mais jamais on ne se substitue au livre, dont la forme reste omni-présente à travers l’image même des pages consultées. Contrairement aux sites, on ne peut ni télécharger, ni imprimer. Paradoxalement, Google-Livres indique ainsi les limites d’une information infinie (qui est un leurre) surfant de blogs en sites, et propose un retour (qui est une avancée) vers un médium ancien, encore aujourd’hui sans équivalent »

Alexandre Laumonier, directeur des éditions Kargo, souligne pour sa part que la solution de Google est efficace à l'échelle de sa structure car « les petits éditeurs ne disposent pas des fonds permettant de lancer des campagnes publicitaires », et que « Google Recherche de Livres permet à un public plus large de découvrir nos publications ».

### Robert Darnton
En février 2009, dans un article intitulé « Google & the Future of Books » et publié dans The New York Review of Books, Robert Darnton (spécialiste des Lumières européennes et de l’histoire du livre sous l’Ancien Régime) formule une critique très vive de l'évolution que connaît le projet Google Books :

« Après avoir lu l'accord passé entre Google, les auteurs et les éditeurs, et s'être imprégné de sa philosophie - ce qui n'est pas une tâche facile puisque le document s'étire sur 134 pages et 15 appendices -, on en reste bouche bée : voici posées les fondations de ce qui pourrait devenir la plus grande bibliothèque du monde. Une bibliothèque numérique, certes, mais qui battrait à plate couture les établissements les plus prestigieux d'Europe et des États-Unis. De surcroît, Google se hisserait au rang de plus grande librairie commerciale de la planète - son empire numérique reléguerait Amazon au rang de boutique de quartier. [...] Google Book Search est sur le point d'inaugurer la plus grande bibliothèque et le plus grand magasin de livres de l'histoire. Quelle que soit la manière d'interpréter cet accord, ses dispositions s'imbriquent de manière si inextricable qu'elles s'imposent en bloc. Aujourd'hui, ni Google, ni les auteurs, ni les éditeurs, ni la cour du district de New York ne sont en mesure d'y apporter des changements notables. C'est un tournant majeur dans le développement de ce que nous appelons la société de l'information. Si nous ne rééquilibrons pas la balance, les intérêts privés pourraient bientôt l'emporter pour de bon sur l'intérêt public. Le rêve des Lumières serait alors plus inaccessible que jamais. »

Il dénonce ainsi un triple risque à l'œuvre dans ce vers quoi Google tend à travers son projet : la mainmise d'un seul acteur (monopole) sur la prescription documentaire, la distribution et l'accès aux œuvres du domaine public (et de la « zone grise »), la privation des ressources bibliothécaires à grande échelle. De fait, une étude de D-Lib Magazine (en)) de septembre 2005 souligne qu'il y a très peu de recoupements dans la disponibilité physique des œuvres, entre les bibliothèques : ainsi 61 % des titres concernés à l'époque ne sont disponibles que dans une seule des cinq bibliothèques partenaires au début (les « Google 5 » : Harvard, Michigan, Stanford, Oxford, NYPL), 20 % par deux, 10 % par trois. De plus la primauté de la langue anglaise est patente : si 430 langues sont représentées dans Google Books, près de la moitié des titres sont écrits en langue anglaise. Enfin, la proportion d'ouvrages libres de droits (20 % seulement) souligne que déjà le projet de numérisation des catalogues de grandes bibliothèques portait en germe un dessein d'une ampleur beaucoup plus grande.

L'analyse de Robert Darnton est notamment reprise par Jean-Claude Guédon, qui explique (également dans The New York Review of Books) que le projet de Google induit une réduction du « potentiel computationnel » des ouvrages numérisés : par volonté de prendre de l'avance sur la concurrence et par peur de perdre la main sur les contenus qu'elle numérise, l'entreprise réduirait selon lui fortement le champ des utilisations possibles du texte (notamment en fournissant des images scannées plutôt que du texte en clair, ou en imposant des conditions très limitatives de partage des contenus).

« By monopolizing much of the computational potential of such books, Google is positioning itself as the operating system of the digital document world. Digital texts already dominate some areas of knowledge. To give a single company such a grip on the collective memory of the world, its analysis, and even its meaning is frightening to say the least. [En monopolisant une telle part du potentiel computationnel de tels livres, Google se positionne comme système d'exploitation dans le monde du document numérique. Les textes numériques dominent déjà certaines parties du savoir. Donner à une seule entreprise un tel pouvoir sur la mémoire collective du monde, et sur son analyse, est effrayant pour ne pas dire plus (traduction libre)] »

Il souligne à cette occasion l'importance d'initiatives comme celles de l'Open Content Alliance (OCA), qui ambitionnent de libérer les bibliothèques et les ouvrages de l'emprise de groupes d'intérêts privés.

## Services concurrents
Plusieurs services font concurrence à Google Livres, à des échelles variables :
- Amazon est le principal concurrent de Google dans le domaine du livre électronique, avec un catalogue numérique de plus d'un million d'ouvrages (dont 80 000 en français[133]). Le lancement de Books aurait d'ailleurs été planifié comme une réponse à l'émergence de cette entreprise dans le secteur[134] (un document interne d'époque en témoigne notamment, qui déclare : « Nous voulons que les personnes cherchant sur le web et intéressées par les contenus des livres viennent sur Google et non Amazon[135]. »)
- Internet Archive est une association à but non lucratif qui numérise plus de 1 000 livres par jour, et offre des miroirs de livres venus de Google Books et d'autres sources. En mai 2011, elle héberge plus de 2,8 millions de livres du domaine public (contre 1 million pour Google Books). Sa petite sœur Open Library a jusqu'ici[Quand ?] fiché 80 000 livres scannés et achetés par les visiteurs de 150 bibliothèques.
- Fin 2006, Microsoft a financé la numérisation de 300 000 livres pour créer Live Search Books (en). Le projet a duré jusqu'en mai 2008, puis les livres furent rendus librement accessibles via l'Internet Archive.
- HathiTrust gère la HathiTrust Digital Library depuis le 13 octobre 2008, qui préserve et donne accès à des documents scannés par Google, certains livres d'Internet Archive, et certaines œuvres scannées localement par des institutions partenaires. En mai 2010, elle réunit 6 millions de volumes, dont plus d'un million dans le domaine public. En mars 2013, le chiffre total est de 10,6 millions de volumes numérisés, en mars 2015 13,2 millions.
- Europeana renvoie à plus de 54 millions de documents numériques en 2017[136], et inclut vidéos, photos, peintures, fichiers son, cartes, manuscrits, livres imprimés et journaux des 2 000 dernières années de l'histoire européenne, à partir de plus de 1 000 archives de l'Union européenne.
- Gallica, projet de la Bibliothèque nationale de France, renvoie en 2021 à plus de 8 millions de documents, journaux, manuscrits, cartes, etc[137]. Créée en 1997, la bibliothèque numérique continue de s'étendre au rythme d'environ 15 000 nouveaux documents par mois. Depuis fin 2008, la plupart sont accessibles en format image et texte, souvent en français.

### Filmographie
- Le Livre selon Google : documentaire de Ben Lewis, 2012, 89 min. Diffusé le 02/04/2013 sur Arte.